# Agrotis tephrias
Agrotis tephrias  (tên tiếng Anh: Kauai Agrotis Noctuid Moth) là một loài bướm đêm thuộc họ Noctuidae. Loài này đã tuyệt chủng.
Trước đây, nó là loài đặc hữu của Kauai, Hawaii, Hoa Kỳ.